# Тріскові війни

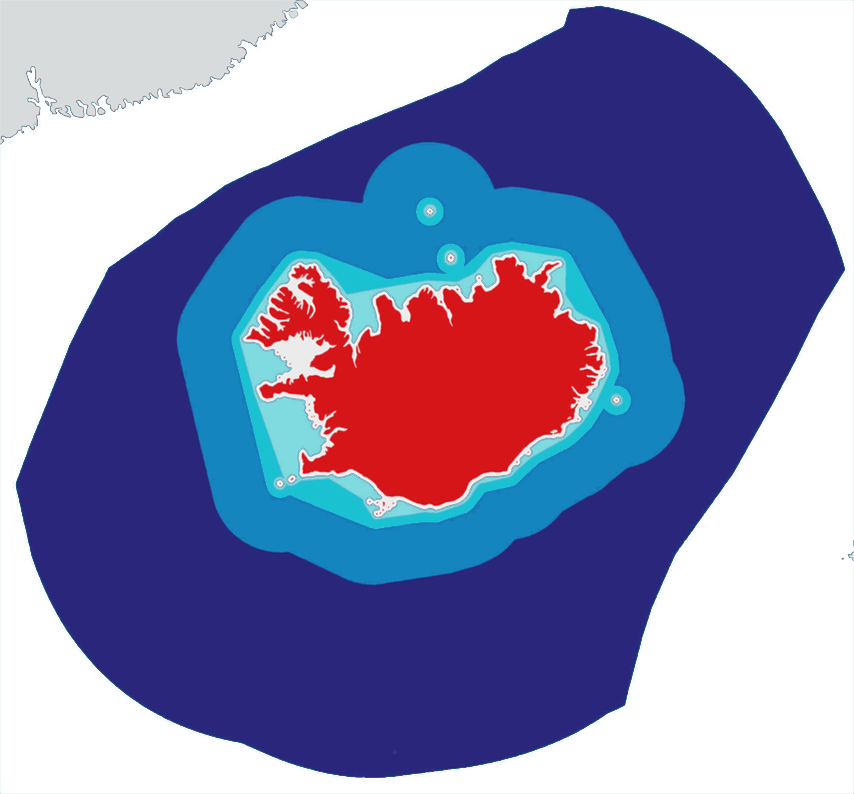
Зростання ісландської виняткової економічної зони (ВЕЗ).
Ісландія
Внутрішні води
4-мильне розширення
12-мильне розширення (нині це територіальні води)
50-мильне розширення
200-мильне розширення (нині це ВЕЗ)

Тріскові війни (ісл. Þorskastríðin; «війна тріски», або ісл. Landhelgisstríðin — «війна за територіальні води») — серія конфронтацій (дипломатичних конфліктів) між Ісландією та Великою Британією між 1958 та 1970 рр., що стосувалися виняткової економічної зони першої і щодо прав риболовлі в Північній Атлантиці. Ісландія поетапно розширювала цю зону, виправдовуючи це потребами власного рибальства, що становило основу економіки країни. Це викликало спротив деяких європейських держав, а надто Великої Британії, чиї судна ловили рибу в тих водах. Назва «тріскова» походить від тріски — найчастіше виловлюваної в тих краях риби (англійською мовою назва cod war є іронічним протиставленням до cold war — холодної війни).
«Війна» відбулася у три етапи.
- Перша тріскова війна 1958 року. Розширення ісландської зони з 4 до 12 морських миль.
- Друга тріскова війна 1972 року. Розширення ісландської зони з 12 до 50 морських миль.
- Третя тріскова війна. Закінчення дії угоди щодо промислового рибальства між Ісландією та Великою Британією. Після того, як Ісландія розширила свою виняткову економічну зону до 200 морських миль, ісландські озброєні судна берегової охорони почали переслідувати британські риболовецькі судна. У відповідь на це Велика Британія відправила до берегів Ісландії три військові фрегати.

Ісландія оголосила британських рибалок браконьєрами і закрила для Великої Британії всі порти та аеродроми країни. Після втручання посередника в особі НАТО, членами якої є обидві країни, британські кораблі покинули води Ісландії. Проте конфлікт продовжував наростати. Британські рибалки відмовилися покидати ісландські води, і біля берегів Ісландії знову з'явилися кілька кораблів військово-морських сил Сполученого Королівства. Тоді 19 лютого 1976 Ісландія розірвала дипломатичні відносини з Великою Британією. Втім переговори щодо врегулювання конфлікту тривали, і 30 травня того ж року було підписано угоду, за якою Велика Британія визнала кордони виняткової економічної зони Ісландії. 3 червня дипломатичні відносини між двома країнами було відновлено.